# MS Ore Brasil
O MS Ore Brasil é um navio graneleiro brasileiro destinado ao transporte de minérios. É o maior navio deste tipo do mundo, superando em dimensões e capacidade o supergraneleiro Berge Stahl. É também a terceira maior embarcação do mundo, sendo menor apenas do que os navios porta-contêineres Maersk Triple E, e dos supertanques da classe TI.

## Construção
A embarcação foi construída pelo estaleiro coreano Daewoo Shipbuilding & Marine Engineering Co e pertencente à Empresa  Vale. O Ore Brasil é o primeiro de uma encomenda de sete navios do mesmo porte feita a Daewo. Outros 12 navios com a mesma capacidade foram encomendados ao estaleiro chinês Rongsheng Shipbuilding.
Os únicos portos brasileiros com calado suficiente para operação do navio são o Terminal da Ponta da Madeira no estado do Maranhão e o Porto de Tubarão no Espírito Santo. O objetivo do navio será transportar minério desses portos para a Ásia.

## Características
- Capacidade: 400 000 toneladas
- Altura: 56 metros até o mastro
- Motor principal: 25 000 KW
- Bandeira: Singapura